# Europay
Europay International SA was een bedrijf dat was ontstaan uit de fusie tussen Eurocard en Eurocheque. Het was gevestigd in Waterloo (België).
Het was eigenaar van de betalingsmiddelen Eurocard (creditcard), Eurocheque (cheque), ec travellers' cheque (cheque) en Clip (online betalen). Het gaf ook MasterCard- en Maestro-kaarten uit in licentie.
In 2002 fuseerde het bedrijf met MasterCard International tot MasterCard Worldwide. Het hoofdkantoor van MasterCard Europe is nog steeds in Waterloo gevestigd.